# Greater Sudbury
Greater Sudbury er en by i provinsen Ontario i Canada. Den ligger lidt nord for Lake Huron. Det er den største by i den administrative og geografiske region som benævnes Northern Ontario, der udgør omkring 80% af provinsens areal. Med en befolkning på 166.004 (2021) indbyggere er Greater Sudbury samtidigt den femte første største by i Canada. Landarealet er under 4.000 km². Byen fungerer efter en fusion i 2001 som en enhedslig myndighed. Den ligger som en enklave omkranset på alle sider af Sudbury District, der har over 20.000 indbyggere på et landareal på over 40.000 km². Byen er navngivet efter Sudbury, Suffolk i England.

## Historie
Den første bosættelse i det, der i dag er Sudbury, blev oprettet af franske Jesu soldater, som oprettede en station, hvor de ville drive virksomhed fra. I 1883 blev der fundet nikkel- og kobbermalm, hvilket gjorde, at europæerne kom til byen for at udvinde ressourcerne. Det medførte en kraftig stigning i befolkningstallet. Med tiden blev mineindustrien den primære industri i området, som før var domineret af tømmerindustri. I det meste af det 20. århundrede var Sudburys økonomi domineret af mineindustrien.